# Yul Moldauer
Yul Kyung-Tae Moldauer (Seul, 26 agosto 1996) è un ginnasta statunitense.

## Biografia
È nato a Seul, in Corea del Sud, il 16 agosto 1996, con il nome di Kyung-Tae. Prima che compisse un anno, Peter Moldauer lo adottò e lo chiamò Yul, in onore dell'attore Yul Brynner. La madre biologica era dipendente da sostanze psicotrope.
Ha tre fratelli, Leah, Sorcha e Sundo. È cresciuto in una fattoria in Colorado e ha frequentato la Golden High School.
All'età di sette anni, si è iscritto a una palestra locale che offriva un provino gratuito, e all'età di dieci anni è entrato a far parte della 5280 Gymnastics, dove è stato allenato dalla famiglia Artemev (Vladimir, Irina e Alexander Artemev). Negli anni successivi, ha iniziato a vincere medaglie nelle competizioni statali e regionali, e alla fine ha conquistato un posto nella squadra nazionale junior. Ha fatto parte della squadra di ginnastica dell'Università dell'Oklahoma, dove si è laureato nel maggio 2020 con una laurea in comunicazione.
Ha ricevuto due riconoscimenti. Nel 2018, USA Gymnastics lo ha nominato atleta maschile dell'anno 2018. Nell'aprile 2019, gli è stato consegnato il Nissen Emery Award, un premio annuale assegnato al miglior ginnasta maschile della National Collegiate Athletic Association.

### Carriera
Ai mondiali di Montréal 2017 ho guadagnato il bronzo nel corpo libero, terminando alle spalle del giapponese Kenzō Shirai e dell'israeliano Artem Dolgopyat.
Ha rappresentato gli Stati Uniti ai Giochi olimpici estivi di Tokyo 2020, differiti al 2021 a causa dell'emergenza sanitaria causata dalla pandemia di COVID-19, senza riuscire a salire sul podio.
Ai mondiali di Anversa 2023 ha vinto il bronzo nel concorso a squadre con Asher Hong, Paul Juda, Khoi Young e Fred Richard.
Ai Pacific Rim Championships di Cali 2024 ha vinto 5 medaglie d'oro: nel concorso individuale, negli anelli, nel corpo libero, nelle parallele simmetriche e nel concorso a squadre.

## Palmarès
- Mondiali

Anversa 2023: argento nel cavallo con maniglie; argento nel volteggio; bronzo nel concorso a squadre;
- Pacific Rim Championships

Cali 2024: oro nel concorso individuale; oro negli anelli; oro nel corpo libero; oro nelle parallele simmetriche; oro nel concorso a squadre;
- Campionati panamericani

Rio de Janeiro 2022: oro nel corpo libero; oro nel cavallo con maniglie; oro nelle parallele simmetriche; oro nel concorso a squadre; argento nel concorso individuale;
Medellín 2023: oro nel concorso individuale; oro nel corpo libero; oro nelle parallele simmetriche; oro nel concorso a squadre; argento nella sbarra; bronzo nel cavallo con maniglie;